# Grand Prix Wolber
Il Grand Prix Wolber era una corsa in linea maschile di ciclismo su strada che si disputò a livello professionistico in Francia dal 1922 al 1934.

## Storia
Sponsorizzato dall'azienda di pneumatici Wolber, si tenne per la prima volta nell'ottobre 1922, sulla distanza di 242 km, con la vittoria dello svizzero Heiri Suter. Questa corsa veniva ordinariamente ritenuta qual Campionato del mondo non ufficiale per professionisti, perché riservata ai corridori piazzatisi, nel corso di ogni anno, ai primi tre posti delle maggiori classiche belghe, francesi, italiane e svizzere; e fu sino al 1929 l'ultima gara della stagione. Ad eccezione dell'edizione del 1927, che venne disputata come gara contro il tempo a squadre - con la vittoria dell'Alleluia, equipe francese capitanata da Antonin Magne-, il 'Wolber' venne di solito gareggiato qual prova in linea. Per gli anni in cui fu una corsa di rango internazionale,cinque furono le vittorie di atleti belgi, due di svizzeri e francesi e una dell'italiano Costante Girardengo.
Allorché l'UCI introdusse, ufficialmente, nel 1927, i campionati del mondo su strada per professionisti, il 'Wolber' cominciò a perdere d'importanza e, dopo l'edizione del 1931, ne fu ridotta la partecipazione ai corridori francesi al di sotto dei venticinque anni: vittorie di Archambaud, 1932; Chocque,  1933; e Vietto nel 1934; ma negli anni successivi, sino allo scoppio della seconda guerra mondiale, il Grand Prix Wolber restò, nel calendario ciclistico francese, qual semplice gara riservata a gli amatori e ai corridori 'isolati'.

## Albo d'oro
Aggiornato all'edizione 1931.
| Anno | Vincitore                                                          | Secondo             | Terzo              |
| ---- | ------------------------------------------------------------------ | ------------------- | ------------------ |
| 1922 | Heiri Suter                                                        | Félix Sellier       | Jean Hilarion      |
| 1923 | Émile Masson sr.                                                   | Henri Pélissier     | Jean Rossius       |
| 1924 | Costante Girardengo                                                | Henri Pélissier     | Félix Sellier      |
| 1925 | Heiri Suter                                                        | Romain Bellenger    | Adelin Benoît      |
| 1926 | Francis Pélissier                                                  | Kastor Notter       | Ferdinand Le Drogo |
| 1927 | Alleluia A. Magne, P. Magne, Gallottini, Moineau, Canet, Alancourt | Equipe'J.B. Louvet' | Équipe de Reims    |
| 1928 | Julien Vervaecke                                                   | Nicolas Frantz      | Denis Verschueren  |
| 1929 | Alfred Haemerlinck                                                 | Jules Merviel       | Hector Martin      |
| 1930 | Georges Ronsse                                                     | Joseph Demuysere    | Victor Fontan      |
| 1931 | Romain Gijssels                                                    | Alfred Haemerlinck  | Georges Ronsse     |